# Croix de Kervaudu
La croix de Kervaudu est une croix située au Croisic, en France.

## Localisation
La croix est située sur la commune du Croisic, dans le département de la Loire-Atlantique.

## Historique
Le monument est inscrit au titre des monuments historiques en 1944.